# Буа
Буа (пом. 1853) — дев'ятий володар королівства Тямпасак за умов сіамської окупації.
Походив зі знатного роду — був онуком віцекороля Тямпасаку. Виховувався та жив у Бангкоку.
1850 року після смерті Нарка сіамський король Рама III призначив новим королем Буа. Втім той так і не зійшов на престол: святкування його призначення настільки затягнулось, що він помер, так і не потрапивши до своїх володінь. Після того, від 1853 до 1856 року, в королівстві Тямпасак тривав період міжцарства. А 1856 року новим королем став Кхам Наї.